# A Voz do Artista (Angra do Heroísmo)
A Voz do Artista foi um jornal publicado semanalmente em Angra do Heroísmo (Açores) a partir de 1885.
Este jornal esteve ligado ao Associativismo Operário, como defensor da classe operária.